# زیتا-ایوا فونکنهاوزر
زیتا-ایوا فونکنهاوزر (انگلیسی: Zita-Eva Funkenhauser؛ زادهٔ ۱ ژوئیهٔ ۱۹۶۶) شمشیرباز اهل آلمان بود.
وی در مسابقات کشوری و بین‌المللی در مجموع برندهٔ ۲ مدال طلا، ۱ مدال نقره، ۱ مدال برنز شده‌است.